# Пол Вейр
Джон Пол Вейр (англ. John Paul Weir; 16 вересня 1967, Глазго) — британський професійний боксер, чемпіон світу за версією WBO (1993) в мінімальній вазі та за версією WBO (1994—1995) в першій найлегшій вазі, призер чемпіонату Європи серед аматорів.

## Спортивна кар'єра
Пол Вейр тричі вигравав звання чемпіона Шотландії з боксу (1989, 1990, 1991).
На чемпіонаті Європи 1989 програв в першому бою Івайло Марінову (Болгарія).
На чемпіонаті Європи 1991 він провів лише два поєдинки, здобувши перемогу над Єгудою Бен Хаймом (Ізраїль) і програвши у півфіналі Луїджі Кастільйоне (Італія), і отримав срібну медаль.
На чемпіонаті світу 1991 програв в першому бою Алексану Налбандян (СРСР).
1992 року Вейр перейшов до професійного боксу і вже в шостому бою 15 травня 1993 року завоював вакантний титул чемпіона світу за версією WBO в мінімальній вазі, який один раз вдало захистив.
2 лютого 1994 року вийшов на бій за титул чемпіона світу WBO в першій найлегшій вазі, але програв за очками пуерториканцю Хосуе Камачо.
23 листопада 1994 року завоював вакантний титул чемпіона світу за версією WBO в першій найлегшій вазі, який один раз вдало захистив. 18 листопада 1995 року втратив титул, програвши технічним рішенням екс-чемпіону світу за версією WBO в найлегшій вазі південноафриканцю Джейкобу Матлала. Через півроку в матчі-реванші Пол Вейр програв Джейкобу Матлала нокаутом в десятому раунді, після чого його кар'єра пішла на спад. 2 травня 1997 року програв технічним нокаутом данцю Єсперу Єнсену бій за титул чемпіона Європи за версією EBU в найлегшій вазі.
Після закінчення виступів Вейр працював тренером з боксу, одночасно захопившись мистецтвом джиу-джитсу, в якому досяг коричневого поясу.